# Кулина (Власеница)
Кулина (серб. Кулина / Kulina) — село в общине Власеница Республики Сербской Боснии и Герцеговины. Население составляет 89 человек по переписи 2013 года.